# لانديونا
لانديونا هي كومونة وبلدية إيطالية في مقاطعة نفارة بمنطقة بييمونتي. يبلغ عدد سكانها 587 نسمة.